# Atlantic City (New Jersey)
Atlantic City is een stad in Atlantic County, in de Amerikaanse staat New Jersey. Zoals de naam al zegt, is de stad gelegen aan de Atlantische Oceaan.

## Karakter
Atlantic City staat bekend om zijn casino's en goktoeristen, maar deze sector staat stevig onder druk sinds de omliggende staten het gokken ook legaliseerden.
Trump Entertainment Resorts, de keten van casino's van Donald Trump, ging in september 2014 failliet.

## Demografie
Bij de volkstelling in 2000 werd het aantal inwoners vastgesteld op 40.517.
In 2006 is het aantal inwoners door het United States Census Bureau geschat op 39.958, een daling van 559 (-1,4%).

## Geografie
Volgens het United States Census Bureau beslaat de plaats een oppervlakte van
44,9 km², waarvan 29,4 km² land en 15,5 km² water. Atlantic City ligt op ongeveer 2 meter boven zeeniveau.

## Plaatsen in de nabije omgeving
De onderstaande figuur toont nabijgelegen plaatsen in een straal van 12 km rond Atlantic City.

## Geboren
- Norman Joseph Woodland (1921-2012), uitvinder
- James Avery (1948-2013), acteur
- King Kong Bundy (1957-2019), professioneel worstelaar, acteur
- Benjamin Burnley (1978), muzikant

## Trivia
Bruce Springsteen zingt in het lied "Atlantic City" over de ondergang van de stad.
De stad speelt een rol in de televisieserie Boardwalk Empire, van HBO, die speelt in de jaren '20 tijdens de drooglegging van de VS.
Het bordspel Monopoly is gebaseerd op deze stad.